# Chelonistele richardsii
Chelonistele richardsii är en orkidéart som beskrevs av Cedric Errol Carr. Chelonistele richardsii ingår i släktet Chelonistele och familjen orkidéer. Inga underarter finns listade i Catalogue of Life.